# Knijpkat

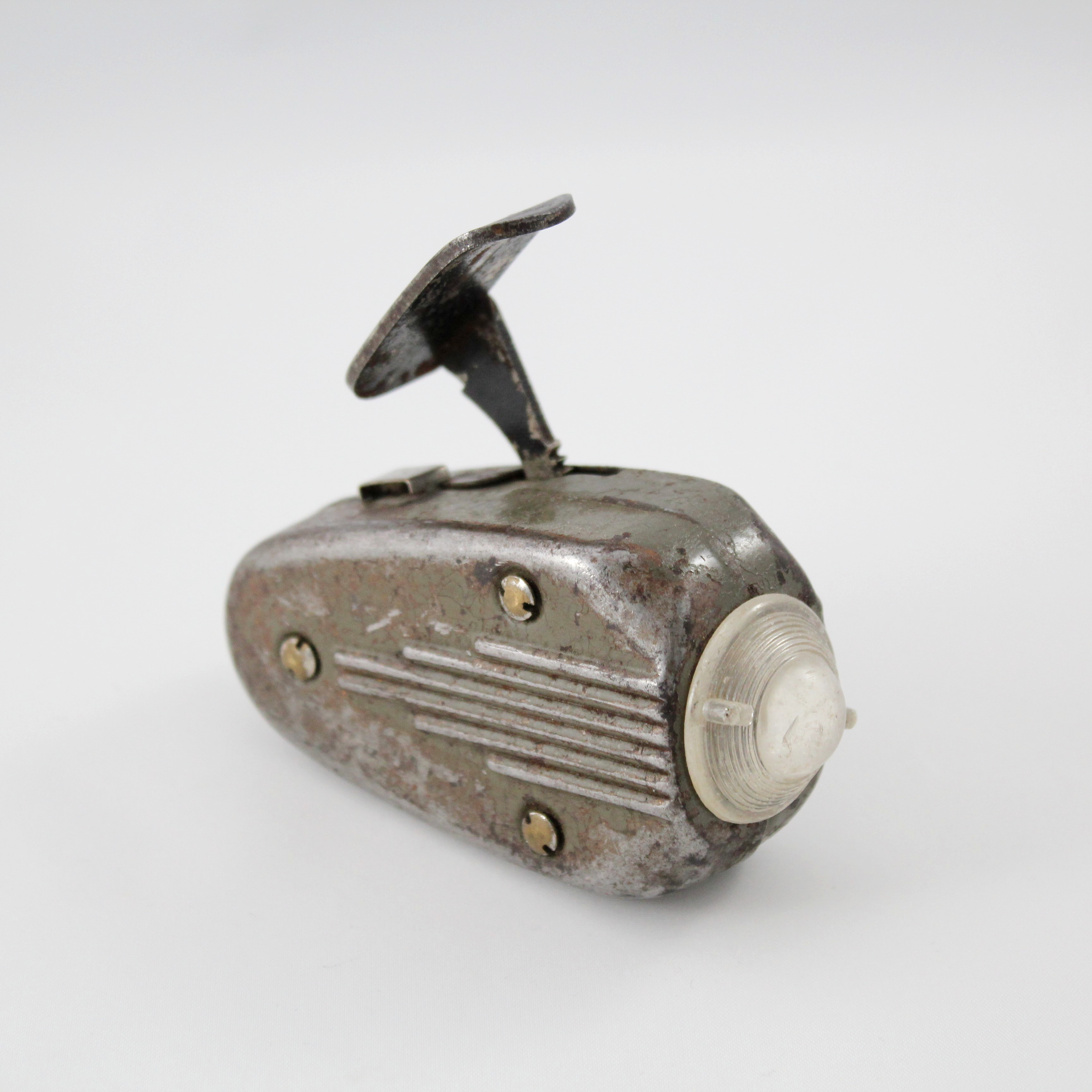
Philips-knijpkat uit de Tweede Wereldoorlog

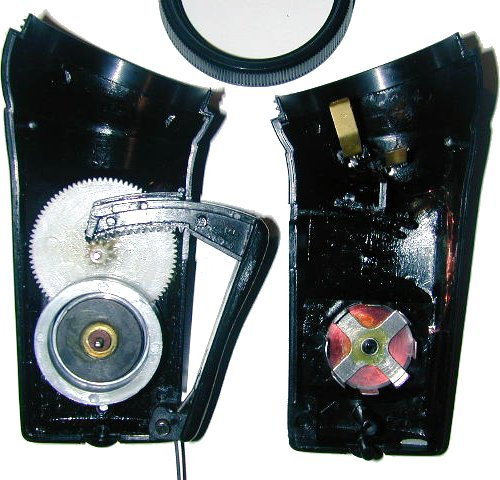
Binnenkant van een moderne knijpkat. De magneet (links) wekt elektriciteit op in de spoel (rechts).

Een knijpkat is een zaklantaarn zonder batterijen, waarbij de benodigde elektrische stroom wordt opgewekt door de uitwendige hendel handmatig op en neer te bewegen, die op zijn beurt een ingebouwde dynamo aandrijft.
Aan de hendel van de knijpkat is een soort tandheugel bevestigd die gedurende de knijpende beweging met de hand op zijn beurt een tandwiel aandrijft. Dit tandwiel is bevestigd op de as van de roterende delen van een soort dynamo. Door regelmatig in de hendel te knijpen blijven die onderdelen roteren en wordt elektrische stroom geproduceerd. De roterende onderdelen werken als een klein vliegwiel. De massatraagheid hiervan zorgt voor de gewenste continuïteit in aanvoer van de benodigde elektriciteit. Dat is immers nodig omdat het knijpproces steeds aan-uit-aan-uit gebezigd wordt.

## Gebruik
Het apparaat maakte opgang tijdens en na de Tweede Wereldoorlog toen ten gevolge van de verduistering en het uitlaten van de straatverlichting de buitenruimte volkomen donker was.
De knijpkat werd onder andere vervaardigd door het zogeheten Philips-Kommando in het concentratiekamp te Vught.

## Latere ontwikkelingen
Het principe van de knijpkat is te verklaren via elektromagnetische inductie. Wanneer een magneet in een spoel ronddraait, dan treedt er een inductiestroom in de spoel op. Door ontwikkelingen in toepassingen van elektronica is het toenemend mogelijk geworden door relatief kleine mechanische inbreng voldoende elektriciteit op te wekken voor meerdere toepassingen. Dit is als het ware voortborduren op het gebruik van de knijpkat.
De elektrische energie kan worden opgeslagen in een kleine oplaadbare batterij of supercondensator. Door de opkomst van de energiezuinige lampen, bijvoorbeeld leds, nam de populariteit van het principe van de knijpkat weer toe. Ze kunnen nu minutenlang branden na een paar keer flink knijpen. Er bestaan ook uitvoeringen waarbij de stroom wordt opgewekt door te draaien aan een zwengel. Een dergelijke zaklantaarn is erg geschikt voor gebruik in een noodpakket omdat deze ook kan worden gebruikt als er lange tijd geen stroom is.
Nog een stap verder heeft deze kleinschalige mechanische elektriciteitsopwekking, en de tijdelijke opslag daarvan, geleid tot de ontwikkeling van het gebruik van radio's in gebieden waar geen elektriciteitsnet bestaat. Een mechanisch oplaadbare radio is ook heel geschikt voor een noodpakket omdat deze in een noodsituatie ten allen tijde kan worden aangezet om naar de calamiteitenzenders te kunnen luisteren, ook als er geen stroom is.

## Trivia
- Bij gebruik maakt de dynamo een jankend geluid dat volgens sommigen doet denken aan het geluid dat een geknepen kat maakt. Hieraan heeft de zaklamp dan ook zijn naam te danken.
- Een verband met het gezegde 'de kat in het donker knijpen' is speculatief.